# Popencu
Popencu (en rumano: Popencu; en ruso: Попенки, romanizado: Popenki; en ucraniano: Попенки, romanizado: Popenky) es una comuna y pueblo ubicado en la parcialmente reconocida República de Transnistria, dentro del distrito de Rîbnița, aunque de iure pertenece a Moldavia. 

## Toponimia
Otros nombres históricos del pueblo existen en polaco: Popenki.

## Geografía
Popencu se encuentra a orillas del río Dniéper, a 22 km del centro regional de Rîbnița y a 88 km de Chisináu.
La comuna se compone de cuatro pueblos: Popencu, Chirov (en ruso: Кирово; en ucraniano: Кірове), Vladimirovca (en ruso: Владимировка; en ucraniano: Володимирівка) y Zăzuleni (en ruso: Зозуляны; en ucraniano: Зозуляни).     

## Historia
Popenki era una aldea privada de la familia Lubomirski del voivodato de Brátslav durante los tiempos de la Mancomunidad polaco-lituana. En 1793, cuando Polonia fue dividida entre el reino de Prusia y el Imperio ruso, el pueblo pasó a manos de los rusos. Posteriormente pasó a ser posesión de las familias Ostrowski, Czarnecki y Majewski.De los archivos de la ciudad de Kamianets-Podilski se sabe que en el pueblo de Popenki también vivían polacos ricos.
En 1924, Slobozia-Rașcov pasó a formar parte del óblast autónomo de Moldavia, que pronto se convirtió en la República Socialista Soviética Autónoma de Moldavia, y en la República Socialista Soviética de Moldavia en 1940 durante la Segunda Guerra Mundial. De 1941 a 1944, Slobozia-Rașcov fue administrada por el reino de Rumania como parte de la gobernación de Transnistria.
En 1949 vivían en Popenki 1.371 personas, de las cuales 726 eran ucranianos, 630 moldavos, 7 rusos, 5 judíos y 3 búlgaros. En 1952, los arqueólogos descubrieron un antiguo cementerio cerca del pueblo, que tiene un gran interés histórico.

## Demografía
La evolución demográfica de Popencu entre 1939 y 2014 fue la siguiente:
| 1560                                 | 1371 | 1705 | 1860 | 1215 |
| (Fuente: Population of Transnistria) |      |      |      |      |

Según el censo de 2004, los rumanos representaban el 44,95% de la población local; los ucranianos son el 37,18%; y los rusos, el 15,39%.

## Infraestructura

### Educación
El pueblo tiene una escuela secundaria, un internado, un orfanato y una guardería. Hay 3 bibliotecas, un centro cultural, una farmacia y una oficina de correos.

## Personas importantes
- Fiódor Brovko (1904-1960): político soviético moldavo que fue Presidente del Soviet Supremo de la RSS de Moldavia (1941-1951)